# NGC 4332
NGC 4332 (również PGC 40133 lub UGC 7453) – galaktyka spiralna z poprzeczką (SBa), znajdująca się w gwiazdozbiorze Smoka. Odkrył ją William Herschel 20 marca 1790 roku.
W galaktyce tej zaobserwowano supernową SN 2009an.